# Vicia ludoviciana
Vicia ludoviciana är en ärtväxtart som beskrevs av Thomas Nuttall. Vicia ludoviciana ingår i släktet vickrar, och familjen ärtväxter.

## Underarter
Arten delas in i följande underarter:
- V. l. leavenworthii
- V. l. ludoviciana